# صندوق التنمية الثقافية (مصر)
صندوق التنمية الثقافية هو صندوق حكومي مصري تابع لوزارة الثقافة، يهدف الصندوق إلى تنمية الثقافة ورفع مستوى الخدمة الثقافية وتحقيق كفاءتها ووضع الخطة اللازمة للمشاركة في توفير التمويل اللازم للمشروعات الثقافية، صدر قرار رئيس جمهورية مصر العربية رقم 430 لسنة 1989 بإنشاء صندوق يسمى «صندوق التنمية الثقافية بوزارة الثقافة»، ويتبع وزير الثقافة.

## المراكز التابعة
| - مركز الحرية للإبداع - مركز الهراوي. - مركز السحيمي. - قبة الغوري. - وكالة الغوري. - مركز طلعت حرب. - مركزالأمير طاز. - مركز الحرف. - المركز العيني. |  | - مركز الموسيقي العالمي. - بيت العود العربي. - متحف أم كلثوم. - مركز إبداع القاهرة. - المدرية العربية للسينما والتليفزيون. - بيت الغناء العربي. - بيت الشعر العربي. - بيت المعمار المصري. - متحف الفنانة انجي أفلاطون. |

## وصلات خارجية
- الموقع الرسمي للصندوق.
- الصفحة الرسمية للصندوق على موقع فيس بوك.